# Los Lonely Boys
Los Lonely Boys är en amerikansk musikgrupp från San Angelo, Texas. Den bildades 2000 och består av bröderna Henry, Jojo och Ringo Garza. Deras musik är rock med inslag av bland annat blues och tejano. De sjunger på både engelska och spanska.
Gruppen albumdebuterade 2004 med Los Lonely Boys, utgivet på Epic Records och med bland annat Willie Nelson som gästartist. Låten "Heaven" från albumet blev en hit och belönades med en Grammy i kategorin Best Pop Performance by a Duo or Group with Vocal. Efter två livealbum gavs uppföljaren Sacred ut 2006 och nådde andraplatsen på Billboard 200. År 2008 släpptes bandets tredje studioalbum Forgiven och samma år julalbumet Christmas Spirit. EP:n 1969, bestående av fem covers på låtar från året 1969, gavs ut året därpå.

## Medlemmar
- Henry Garza – sång, gitarr, munspel
- Jojo Garza – basgitarr, sång, piano
- Ringo Garza – trummor, percussion, sång

## Diskografi
Studioalbum
- 1997 – Los Lonely Boys
- 1998 – Teenage Blues
- 2004 – Los Lonely Boys
- 2006 – Sacred
- 2008 – Forgiven
- 2008 – Christmas Spirit
- 2009 – 1969
- 2011 – Rockpango
- 2014 – Revelation

Livealbum
- 2005 – Live at the Fillmore
- 2006 – Live at Blue Cat Blues
- 2010 – Keep On Giving: Acoustic Live!

Samlingsalbum
- 2009 – Playlist: The Very Best of Los Lonely Boys